# Beatriz Moreno
Beatriz Moreno (Cidade do México, 10 de fevereiro de 1951) é uma atriz mexicana que ficou muito conhecida como a Diretora Oliva, da novela Carrossel, de 1989.

## Biografia
Atuou em Carrossel 1989 como senhora Oliva, diretora da Escuela Mundial, ao lado de Ludwika Paleta e outros; El abuelo y yo em 1992, que veio em seguida imediatamente depois de "Carrossel" como Lola; María la del Barrio em 1995 como Filipa, ao lado de Irán Eory que faleceu no dia 10 de março de 2002, de derrame cerebral, na Cidade do México, Ricardo Blume, a atriz e cantora Thalía, Fernando Colunga, Meche Barba que faleceu no dia 14 de janeiro de 2000, de enfisema pulmonar, na Cidade do México.
Atuou em El privilegio de amar no ano de 1998 como Doña Charo; em Primer amor... a mil por hora em 2000 como Benita Morales e Heridas de amor em 2005 como Amparo. Todos estes trabalho de Beatriz foram exibidos no Brasil pelo SBT.
Beatriz Moreno ficou conhecida no Brasil, por dar vida a personagem da megera senhora Oliva da novela Carrossel, que marcou profundamente o mundo encantado infantil das crianças no mundo inteiro, em especial as crianças brasileiras. Essa personagem deixou muita saudade nas crianças de sua época, e que ainda hoje é lembrada com carinho.

## Trabalhos na televisão
- Amor amargo (2024/2025) como Doña Bienvenida Ruiz de Pérez
- El amor no tiene receta (2024) como Guadaluoe "Lupita" Ruiz de Roble
- Vencer la culpa (2023) como Efigenia "Doña Efi" Cruz
- Vencer el pasado (2021) como Efigenia "Doña Efi" Cruz
- Te acuerdas de mí (2021) como Cándida
- Vencer el desamor (2020/2021) como Efigenia "Doña Efi" Cruz
- Vencer el miedo (2020) como Efigenia "Doña Efi" Cruz
- Caer en tentación (2017/2018) como Jovita
- Enamorándome de Ramón (2017) como Madre Anselma
- Simplemente María (2015/2016) como Hortensia
- La sombra del pasado (2014) como Dominga Otero
- Mentir para vivir (2013) como Rosa Toscano
- Miss XV (2012) como Teodora Cuevas
- Ni contigo ni sin ti (2011) como Clara Fernández de la Reguera de Cornejo
- Zacatillo (2010) como Pepita
- La Fuerza del Destino (2011) como Estela
- Lola...Érase una Vez (2007/2008) como Petra Sigrid Von Beethoven
- Mujer, casos de la vida real (2006/2007)
- Heridas de amor (2005) como Amparo
- Alborada (2005) como Adalgisa
- Pan comido (2004)
- Corazones al límite (2004) como Paquita Ávila de Pérez
- Clase 406 (2002/2003) como Blanca Inés
- Mujer bonita (2001) como Jerusa
- Primer amor... a mil por hora (2000) como Benita Morales
- Pequeña Traviesa (1998) como Rosa
- El privilegio de amar (1998) como Doña Charo
- Para toda la vida (1996) como Matilde
- Atrapados (1996) como Beatriz
- María la del Barrio (1995) como Filipa
- El ganador (1992)
- Ángeles sin paraíso (1992) como Samy
- El abuelo y yo (1992) como Lola
- Había una vez una estrella (1989) como Anahi lucez
- Carrossel (1989) como Margot (diretora da Escuela Mundial, senhora Oliva)
- Rosa salvaje (1987/1987) como Eulalia
- Cicatrices del'alma (1986) como Panchita
- Los Años felices (1984) como Fresia
- Chispita (1983) como Lola
- La fiera (1983) como Lina
- Coqueta (1983)
- El Ultimo Escape (1980) como Trini